# Poletne olimpijske igre 1956
Poletne olimpijske igre 1956 (uradno XVI. olimpijada moderne dobe) so bile poletne olimpijske igre leta 1956, ki so prve potekale v dveh mestih - v Melbournu, Avstralija in v Stockholmu, Švedska. Druge gostiteljske kandidatke so bile: Buenos Aires, Argentina; Ciudad de México, Mehika ter 6 ameriških mest: Chicago, Detroit, Los Angeles, Minneapolis, Filadelfija in San Francisco.
To so bile tudi prve olimpijske igre, prirejene izven Evrope in Severne Amerike ter prve na južni polobli. Izbor lokacije je sprožil nekaj pomislekov zaradi letnih časov, saj bi bile igre konec leta, ko je na severni polobli zima, kar bi lahko povzročilo nevšečnosti atletom. Poleg tega je zaradi težav s pripravami Mednarodni olimpijski komite resno razmišljal o možnosti, da bi igre prevzel Rim, ki je bil predviden za gostovanje naslednjih iger, a so organizatorji kljub temu rešili skoraj vse zaplete in uspešno izvedli prireditev. Edina nerešljiva prepreka so bile stroge avstralske karantenske regulacije za domače živali, zato so morala biti konjeniška tekmovanja izvedena v švedskem Stockholmu, skoraj pol leta pred glavnino iger.
Igre so glede na napeto politično ozračje v svetu tistega leta potekale presenetljivo mirno in brez zapletov, k čemur je pripomogla tudi gostoljubnost Avstralcev, zato so še danes znane kot »prijateljske igre«. So pa zaradi brutalnega sovjetskega zatrtja madžarske revolucije nekaj tednov pred začetkom iger sodelovanje protestno odpovedale Švica, Španija in Nizozemska. Poleg tega niso sodelovali Egipt, Libanon in Irak zaradi francosko-britanskega posredovanja v sueški krizi ter Ljudska republika Kitajska zaradi sodelovanja Republike Kitajske (Tajvana). Edini incident na samih igrah je bila polfinalna tekma v vaterpolu med sovjetsko in madžarsko reprezentanco, ki so jo sodniki predčasno prekinili zaradi medsebojnega obračunavanja igralcev (povod zanj so bili seveda dogodki na Madžarskem). Tega leta se je pričela tradicija, da športniki opravijo mimohod ob zaključni slovesnosti pomešani med seboj namesto ločeni po državah.

## Udeležba
Teh iger (v Stockholmu in v Melbournu skupaj) se je udeležilo 376 športnic in 2.938 športnikov (skupaj 3.314) iz 96 držav, ki so tekmovali v 151 disciplinah iz 17 športnih panog. 
Slovence so takrat zastopali trije: metalki Nada Kotlušek (12. mesto pri metu diska in 8. mesto pri suvanju krogle) in Milena Usenik (9. mesto pri suvanju krogle), ter Stanko Lorger (5. mesto pri teku na 110 m z ovirami).

## Pregled medalj
Avstralija (gostiteljica)
       Jugoslavija
| Poz    | Država              | Zlato | Srebro | Bron | Skupaj |
| 1      | Sovjetska zveza     | 37    | 29     | 32   | 98     |
| 2      | ZDA                 | 32    | 25     | 17   | 74     |
| 3      | Avstralija          | 13    | 8      | 14   | 35     |
| 4      | Madžarska           | 9     | 10     | 7    | 26     |
| 5      | Italija             | 8     | 8      | 9    | 25     |
| 6      | Švedska             | 8     | 5      | 6    | 19     |
| 7      | Nemčija             | 6     | 13     | 7    | 26     |
| 8      | Združeno kraljestvo | 6     | 7      | 11   | 24     |
| 9      | Romunija            | 5     | 3      | 5    | 13     |
| 10     | Japonska            | 4     | 10     | 5    | 19     |
| 11     | Francija            | 4     | 4      | 6    | 14     |
| 12     | Turčija             | 3     | 2      | 2    | 7      |
| 13     | Finska              | 3     | 1      | 11   | 15     |
| 14     | Iran                | 2     | 2      | 1    | 5      |
| 15     | Kanada              | 2     | 1      | 3    | 6      |
| 16     | Nova Zelandija      | 2     | 0      | 0    | 2      |
| 17     | Poljska             | 1     | 4      | 4    | 9      |
| 18     | Češkoslovaška       | 1     | 4      | 1    | 6      |
| 19     | Bolgarija           | 1     | 3      | 1    | 5      |
| 20     | Danska              | 1     | 2      | 1    | 4      |
| 21     | Irska               | 1     | 1      | 3    | 5      |
| 22     | Norveška            | 1     | 0      | 2    | 3      |
| 23     | Mehika              | 1     | 0      | 1    | 2      |
| 24     | Brazilija           | 1     | 0      | 0    | 1      |
| 24     | Indija              | 1     | 0      | 0    | 1      |
| 26     | Jugoslavija         | 0     | 3      | 0    | 3      |
| 27     | Čile                | 0     | 2      | 2    | 4      |
| 28     | Belgija             | 0     | 2      | 0    | 2      |
| 29     | Argentina           | 0     | 1      | 1    | 2      |
| 29     | Južna Koreja        | 0     | 1      | 1    | 2      |
| 31     | Islandija           | 0     | 1      | 0    | 1      |
| 31     | Pakistan            | 0     | 1      | 0    | 1      |
| 33     | Južna Afrika        | 0     | 0      | 4    | 4      |
| 34     | Avstrija            | 0     | 0      | 2    | 2      |
| 35     | Bahami              | 0     | 0      | 1    | 1      |
| 35     | Grčija              | 0     | 0      | 1    | 1      |
| 35     | Švica               | 0     | 0      | 1    | 1      |
| 35     | Urugvaj             | 0     | 0      | 1    | 1      |
| Skupaj | Skupaj              | 153   | 153    | 163  | 469    |